# Bataille du château d'Aux
Guerre de Vendée
Batailles
La bataille du château d'Aux se déroule le 10 août 1793 lors de la guerre de Vendée. Elle s'achève par la victoire des républicains qui repoussent l'attaque des Vendéens contre le château d'Aux, dans la commune de Saint-Jean-de-Boiseau, aujourd'hui sur celle de La Montagne.

## Forces en présence
Selon Émile Gabory, Louis-François Ripault de La Cathelinière ne rassemble que 700 hommes, alors que la garnison du château d'Aux compte 1 800 hommes. Cependant dans un rapport à la Convention nationale, le représentant en mission Pierre Mathurin Gillet écrit que le château d'Aux est défendu par 700 hommes d'un bataillon de volontaires de la Loire-Inférieure commandés par le citoyen Martin et un détachement de volontaires de la Manche, tandis qu'il porte le nombre des assaillants à 6 000,,,. Favereau, le directeur de la fonderie d'Indret, évalue quant à lui les insurgés à 8 000, contre 800 hommes postés au château d'Aux,. Il déclare également avoir employé lors du combat deux canons de 18 livres placés sur la terrasse du château d'Indret. Dans ses mémoires, le chef vendéen Pierre-Suzanne Lucas de La Championnière, présent lors du combat, chiffre les effectifs de la garnison à 600 hommes. Il ne donne pas le nombre des Vendéens, mais indique qu'ils ne disposent comme artillerie que d'un canon de 4 livres.

## Déroulement
Le 10 août 1793, venus de Port-Saint-Père, les Vendéens de La Cathelinière attaquent le poste du château d'Aux, à six kilomètres au sud-ouest de Nantes, avec l'objectif d'isoler la fonderie d'Indret pour obtenir sa reddition,,.
L'attaque débute à dix heures et demie du matin,. Une longue fusillade oppose les républicains, protégés par les murs de l'enceinte, et les Vendéens, dissimulés derrière les arbres environnants. L'unique canon des insurgés est d'un trop faible calibre pour ébrécher les murs. Côté républicain, les batteries de la fonderie d'Indret, située en contrebas du château d'Aux, repoussent les assaillants sur certains points,.
Après plusieurs heures de combat, La Cathelinière est blessé à l'épaule,,. Privés de leur chef, les Vendéens abandonnent le combat et se retirent en bon ordre sur Port-Saint-Père sans être poursuivis,. Les combats cessent à quatre heures du soir,.

## Pertes
Dans ses mémoires, Pierre-Suzanne Lucas de La Championnière écrit que les Vendéens ont douze morts et beaucoup de blessés dangereusement. Le représentant Gillet déclare quant à lui que les républicains ont un mort et trois blessés légers, dont le chef de bataillon Martin, tandis que les « brigands » laissent un grand nombre de morts et de blessés, ainsi que des prisonniers.